# Международен руски консервативен форум
„Международен руски консервативен форум“ (на руски: Международный русский консервативный форум; на английски: The International Russian Conservative Forum) е името на международна конференция на поддръжници и симпатизанти на консервативни, антилиберални, националистически и откровено неонацистки партии и организации. Провежда се на 22 март 2015 г. в хотел „Холидей Ин“ на Московски проспект в Санкт-Петербург, Русия. Участници във форума са политически сили и кръгове симпатизиращи на новия курс на руската политика през 21 век. Според някои интерпретации, това са фашисти и неонацисти. .
Целта на форума е изграждането на обща концепция на взаимодействие между „национално-консервативните сили на Европа и Русия“. Събирането, според програмата, завършва с меморандум за създаване на постоянно действащ координационен комитет на консервативните сили на Стария континент. Сред участниците са Национал-демократическата партия на Германия (NPD), Ломбардската лига и Нова сила от Италия, Британската национална партия, Партията на шведите, Датската партия и европейският Алианс за мир и свобода и няколко депутати от европарламента. Сред учредителите е и българската партия Атака. 